# Dev-C++
Dev-C++ – zintegrowane środowisko programistyczne, obsługujące języki C i C++, na licencji GPL, dla systemów rodziny Windows. Jest zintegrowany z MinGW, czyli z windowsowym portem kompilatora GCC.
Program jest napisany w Delphi, a jego linuksowy odpowiednik w Kylix. Program jest przechowywany na witrynie SourceForge. Dev-C++ został pierwotnie stworzony przez programistę Colina Laplace’a i jego zespół – Bloodshed Software.
Dev-C++ wykorzystuje tzw. DevPaki. Są to rozszerzenia programu, pozwalające mu korzystać z różnych bibliotek, szablonów i narzędzi, np. z DirectX-a, z biblioteki Allegro, OpenAL czy wxWidgets.

## Status
Program od 2005 roku nie jest rozwijany przez Bloodshed. Na bazie Dev-C++ do 2011 roku był rozwijany inny program – wxDev-C++.

## Dalszy rozwój
Od czerwca 2011 holenderski programista o pseudonimie Orwell wydawał kolejne wersje Dev-C++ pod nazwą Orwell Dev-C++. Ostatnią wersję, 5.11, wydał w kwietniu 2015. Od tamtego czasu programista nie dawał żadnych znaków aktywności przez ponad 5 lat aż do lipca 2020, kiedy to w odpowiedzi na wiadomość o stworzeniu przez Embarcadero (twórców języka Delphi) nowej wersji programu na bazie jego kodu Orwell oświadczył, że z powodu braku czasu rezygnuje z utrzymywania projektu. Oryginalni autorzy (Bloodshed Software) również de facto zaakceptowali to przejęcie jako kontynuacja rozwoju ich programu, umieszczając na stronie internetowej programu link do wersji tworzonej przez Embarcadero jako zalecanej dla nowszych systemów (Windows 7, 8, 10).